# Pisica de Cheshire
Pisica de Cheshire este un personaj de ficțiune popularizat de către scriitorul Lewis Carroll în romanul Alice în Țara Minunilor. Cunoscut pentru rânjetul lui viclean, Pisica de Cheshire a avut un impact notabil asupra culturii populare.

## Origini
Într-un dicționar de limbaj colocvial scris de către Francis Grose în 1788 apare sintagma "Rânjește ca un motan Cheshire, folosit pentru a desemna pe cineva care își arată dinții și gingiile când râde." 
O altă origine pentru poveste ar putea fi reprezentată de pisicile care locuiau în portul din Chester. Până la sfârșitul anilor '70, exista un monument pentru Motanul Cheshire lângă râul Dee, loc unde mai demult opreau navele care transportau brânză Cheshire către Londra. Se spune că aici se aflau cele mai fericite pisici din Marea Britanie și păreau că rânjesc.

## Alice în Țara Minunilor
Alice îl întâlnește pe motan prima dată în bucătăria Ducesei, iar mai apoi afară pe una dintre crengile unui copac, apărând și dispărând. Acesta discută cu Alice într-o manieră amuzantă dar și vexantă. Uneori motanul ridică probleme filosofice care o enervează sau o nedumeresc pe Alice. Totuși, se pare că acestea o și binedispun în momentul în care apare pe terenul de crochet al Reginei de Inima Roșie, iar când este condamnat la moarte îi buimacește pe toți cand își arată doar capul, fără corp. În acel moment se generează o dispută între călău și regină despre imposibilitatea de a tăia un cap fără corp.
La un moment dat, motanul dispare gradual până când nu rămâne din el decât un rânjet, făcând-o pe Alice să remarce că a văzut de multe ori o pisică fără rânjet, dar niciodată un rânjet fără pisică.

## Cultura populară

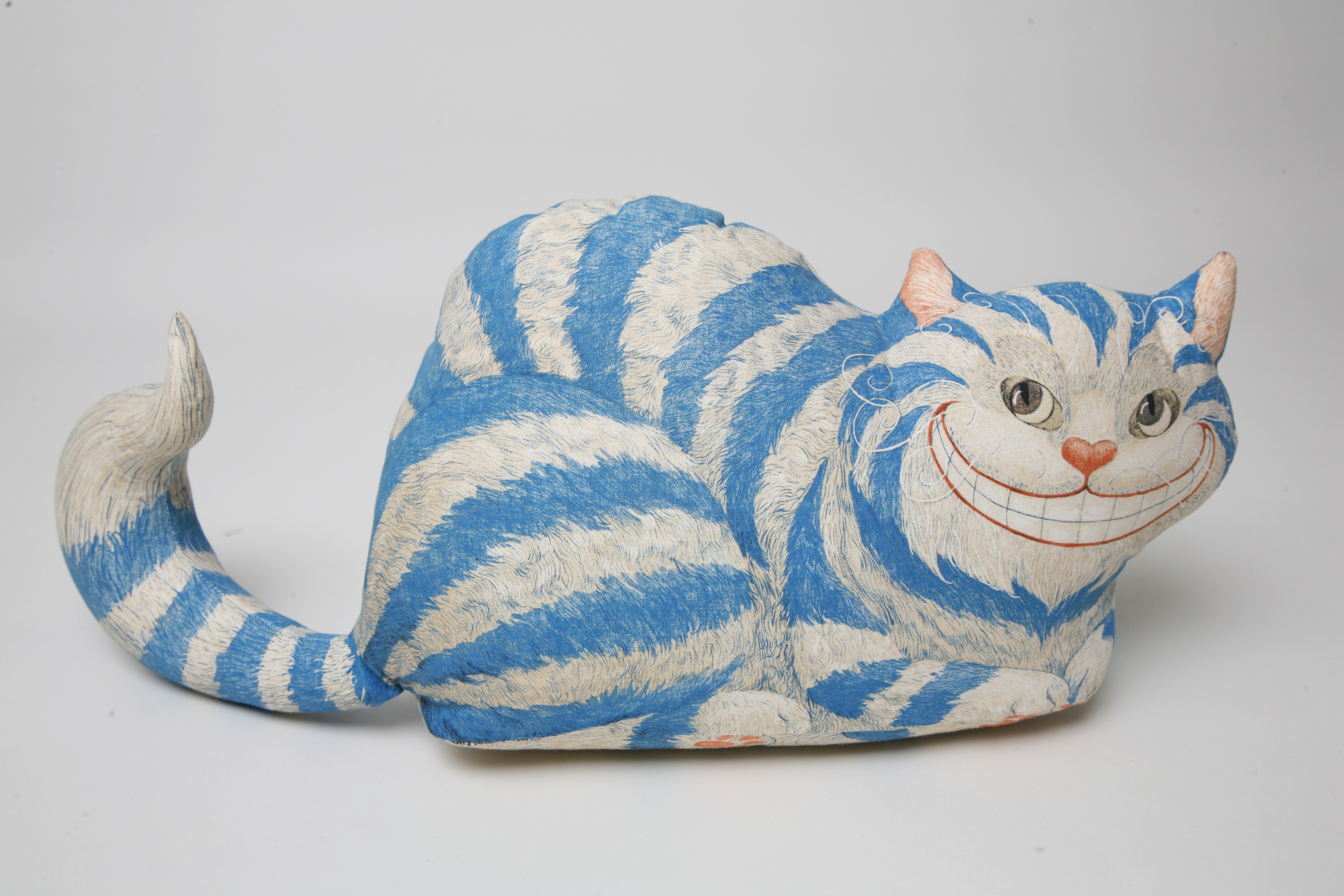
O pisică de Cheshire, jucărie de la Muzeul Copiilor din Indianapolis

- Motanul Cheshire este unul dintre cele mai recunoscute personaje din Alice în Țara Minunilor care a intrat în cultura populară [3], apărând în diverse forme de media, de la caricaturi politice la televiziune.[4][5] Una dintre caracteristicile sale distinctive este că din când în când dispare, în urma lui râmând doar un rânjet.

- În filmul Alice în Țara Minunilor, realizat de către Disney în 1951, Motanul Cheshire este prezentat ca fiind un personaj inteligent dar viclean, care uneori o ajută pe Alice, dar alte ori îi provoacă probleme. Astfel poate fi clasificat și ca fiind un anti-erou Disney. Varianta aceasta a personajului poate fi văzută și în scena de final a filmului Who Framed Roger Rabbit din 1988. Motanul Cheshire este auzit cântând poemul Jabberwocky înainte să se materializeze în fața lui Alice.

- Imagini și referințe către Motanul Cheshire au apărut frecvent în anii '60 si '70, împreună cu referințe totale asupra operei lui Lewis Carroll.[6] Motanul Cheshire apare ca referință în serialul StarTrek în episodul Who Mourns for Andonai?, în care Kirk și Chekov se ceartă pe originea "pisicii care dispare", iar Chekov spune că vine din Minsk.[7]

- De asemenea, în al doilea sezon al serialului Prison Break, personajul Theodore "T-Bag" Bagwell, rânjește ca Motanul Cheshire când îl întâlnește pe Brad Belick în celula sa din închisoarea din Panama.[8]

- În jocul pe calculator American McGee's Alice (2000), Motanul Cheshire este portretizat ca fiind enigmatic și un ghid înțelept pentru Țara Minunilor coruptă. În conformitate cu genul mai întunecat al jocului, Motanul Cheshire este slab și răpciugos. Vocea îi este facută de către Roger L. Jackson, care în jocface și vocile Pălărierului Nebun și a lui Jabberwock.

- Motanul Cheshire apare în varianta Disney din 2010 a filmului Alice în Țara Minunilor, regizat de către Tim Burton, fiind continuarea după povestea originală. În film, Chessur, cum este numit de celelalte personaje, este acuzat de către Pălărier că l-ar fi trădat în timpul atacului Reginei Roșii. Pe durata poveștii reușește însă să-și îndrepte greșeala. Filmul arată o relație ostilă între Motan și Pălărier, la fel și dorința Motanului de a avea pălăria acestuia și capacitatea de a se transforma în alte persoane. La începutul filmului câțiva nori trec peste lună, formând imaginea Motanului Cheshire. Vocea personajului a fost cea a lui Stephen Fry.